# Alexis Lichine
Alexis Lichine (Moskou, 1913 - Château Prieuré-Lichine in Cantenac, 1 juni 1989), bijgenaamd de "Wijnpaus" was een Frans wijnbouwer. Hij bezat Château Prieuré-Lichine en een deel van Château Lascombes in de Medoc.
De gesjeesde economiestudent, zoon van uit Rusland gevluchte ouders hielp na het opheffen van de drooglegging in de Verenigde Staten om de Californische wijngaarden weer in productie te nemen. In 1940 was hij in Frankrijk maar hij wist met de laatste boot die Bordeaux verliet naar Amerika te ontkomen. Gedurende de oorlog was hij inlichtingenofficier van het Amerikaanse leger.
Omdat hij in Amerika geen carrière kon maken ging hij terug naar Bordeaux waar hij de exportfirma Lichine & Cie oprichtte. Hij was een zeer getalenteerd verkoper en kon in 1951 het vervallen Château Prieure-Cantenac kopen.
Het werd in 1953 in Château Prieuré-Lichine omgedoopt en is een vierde cru van de Medoc.
Met zijn rijke Amerikaanse vrienden waaronder David Rockefeller, Paul Manheim and Gilbert Kahn als partners investeerde Lichine in land en moderne kelders. Hij kocht wijngaarden in de Bordeaux en in Bourgondië en maakte van zijn wijngoed een magneet voor toeristen maar streek met zijn moderne aanpak, zijn kritiek op de verouderde traditionele vinificatie in Frankrijk en -gedrukte- kritiek op de producten van zijn buren veel Franse wijnbouwers tegen de haren in. 
Lichine was desondanks een invloedrijk propagandist van de wijnindustrie. Hij slaagde erin om veel wijn te verkopen in de VS. In Californië heeft hij de afzet van de tot voor kort matig verkochte wijnproductie verbeterd door te adviseren om het wijnras op het etiket te vermelden. Deze etiketten moesten de plaats innemen van de misleidende aanduidingen "Burgundy" of "Chablis" voor wijnen die soms enigszins op de Europese voorbeelden leken.
Over Alexis Lichine schreef de New York Times: "Hij was een Russisch-Amerikaan die van Frankrijk hield, de Fransen haatte en zijn vaderland wijn leerde drinken". De bijnaam "Wijnpaus" dankte hij aan zijn aplomb en zijn fysieke gelijkenis met Johannes Paulus II.
Alexis Lichine schreef onder andere
- Wines of France (1951, herziene editie 1955)
- Guide to Wines and Vineyards of France,
- Alexis Lichine’s Encyclopedia of Wines and Spirits.
- Wijnencyclopædie, 1992